# Agrostomyia
Agrostomyia is een vliegengeslacht uit de familie van de roofvliegen (Asilidae).

## Soorten
- A. dimorpha Londt, 1994